# کوه کینانگوپ
کوه کینانگوپ (به لاتین: Mount Kinangop) یک کوه و تپه در کنیا است که در شهرستان نیری واقع شده‌است. کوه کینانگوپ ۳٬۹۰۶ متر بالاتر از سطح دریا واقع شده‌است.